# 損益通算廃止立法遡及適用事件
損益通算廃止立法遡及適用事件（そんえきつうさんはいしりっぽうそきゅうてきようじけん）は、租税法規の不利益変更を遡及適用することに関し、日本国憲法第84条との関係を示した最高裁判所の判例である。

## 事案の概要
平成16年法律第14号（以下「改正法」という）により租税特別措置法31条が改正され、同条1項所定の長期譲渡所得の金額の計算上生じた損失の金額を他の各種所得の金額から控除する損益通算を認めないこととされ、上記改正後の同条の規定は2004年（平成16年）1月1日以後に行う土地等又は建物等の譲渡について適用するものとされた。しかし、改正法が公布されたのは同年3月31日になってからで、施行は4月1日とされた。
本件は同年1月30日にその所有する土地の売買契約を締結するなどして同年分の長期譲渡所得の金額の計算上損失を生じた原告Xが、改正法がその施行日である同年4月1日より前にされた土地等又は建物等の譲渡についても上記損益通算を認めないこととしたのは納税者に不利益な遡及立法であって憲法84条に違反する等と主張し、所轄税務署長がXに生じた上記損失について上記損益通算を認めずXの同年分の所得税に係る更正の請求に対し更正をすべき理由がない旨の通知処分をしたのは違法であるとして、その取消しを求めた事案である。

### 改正の経緯
改正前の措置法においては、個人がその有する土地等又は建物等でその年1月1日において所有期間が5年を超えるものの譲渡（これを、税法上「長期譲渡」という）をした場合には、これによる譲渡所得については他の所得と区分し、その年中の長期譲渡所得の金額から同条4項に定める特別控除額を控除した金額に対して所得税を課する分離課税を行うこととされていた。長期譲渡が1998年1月1日から2003年12月31日までの間にされた場合の長期譲渡所得に係る所得税の税率は20%とされていた（同条2項）。他方、長期譲渡所得の金額の計算上生じた損失の金額がある場合には，当該金額を他の各種所得の金額から控除する損益通算が認められていた（同条5項2号、所得税法69条1項。以下、これを「長期譲渡所得に係る損益通算」という）。
2000年以降、政府税制調査会や国土交通省の「今後の土地税制のあり方に関する研究会」等において、操作性の高い投資活動等から生じた損失と事業活動等から生じた所得との損益通算の制限、地価下落等の土地をめぐる環境の変化を踏まえた税制及び他の資産との均衡を失しない市場中立的な税体系の構築等について検討の必要性が指摘されていたところ、2003年12月17日に取りまとめられた与党の「平成16年度税制改正大綱」では、2004年分以降の所得税につき長期譲渡所得に係る損益通算を廃止する旨の方針が決定され、翌日の新聞で上記方針を含む上記大綱の内容が報道された。そして、2004年1月16日には上記大綱の方針に沿った政府の「平成16年度税制改正の要綱」が閣議決定され、これに基づいて本件損益通算廃止を改正事項に含む法案として立案された所得税法等の一部を改正する法律案が、同年2月3日に国会に提出された後、同年3月26日に成立して同月31日に改正法として公布され、同年4月1日から施行された。
これに対し、上記改正後の措置法（以下「改正後措置法」という）31条においては、長期譲渡所得に係る所得税の税率が15%に軽減される一方で、上記特別控除額の控除が廃止され、また、長期譲渡所得の金額の計算上生じた損失の金額がある場合に、所得税法その他所得税に関する法令の規定の適用については、当該損失の金額は生じなかったものとみなすものとされ、長期譲渡所得に係る損益通算を認めないこととされた（同条1項、3項2号。以下、この損益通算の廃止を「本件損益通算廃止」という）。そして、改正法は2004年4月1日から施行されたが、上記改正後の同条の規定は同年1月1日以後に行う土地等又は建物等の譲渡について適用するものとされた（改正法附則27条1項）。

## 判旨
憲法84条は、課税要件及び租税の賦課徴収の手続が法律で明確に定められるべきことを規定するものであるが、これにより課税関係における法的安定が保たれるべき趣旨を含むものと解するのが相当である（旭川市国保料訴訟を引用）。そして、法律で一旦定められた財産権の内容が事後の法律により変更されることによって法的安定に影響が及び得る場合における当該変更の憲法適合性については、当該財産権の性質、その内容を変更する程度及びこれを変更することによって保護される公益の性質などの諸事情を総合的に勘案し、その変更が当該財産権に対する合理的な制約として容認されるべきものであるかどうかによって判断すべきものであるところ（最高裁1978年7月12日大法廷判決を引用）、暦年途中の租税法規の変更及びその暦年当初からの適用によって納税者の租税法規上の地位が変更され、課税関係における法的安定に影響が及び得る場合においても、これと同様に解すべきものである。
したがって、暦年途中で施行された改正法による本件損益通算廃止に係る改正後措置法の規定の暦年当初からの適用を定めた本件改正附則が憲法84条の趣旨に反するか否かについては、上記の諸事情を総合的に勘案した上で、このような暦年途中の租税法規の変更及びその暦年当初からの適用による課税関係における法的安定への影響が納税者の租税法規上の地位に対する合理的な制約として容認されるべきものであるかどうかという観点から判断するのが相当と解すべきである。
上記改正は、長期譲渡所得の金額の計算において所得が生じた場合には分離課税がされる一方で、損失が生じた場合には損益通算がされることによる不均衡を解消し、適正な租税負担の要請に応え得るようにするとともに、長期譲渡所得に係る所得税の税率の引下げ等とあいまって、使用収益に応じた適切な価格による土地取引を促進し、土地市場を活性化させて、我が国の経済に深刻な影響を及ぼしていた長期間にわたる不動産価格の下落（資産デフレ）の進行に歯止めをかけることを立法目的として立案され、これらを一体として早急に実施することが予定されたものであったと解される。また、本件改正附則において本件損益通算廃止に係る改正後ものである措置法の規定を2004年の暦年当初から適用することとされたのは、その適用の始期を遅らせた場合、損益通算による租税負担の軽減を目的として土地等又は建物等を安価で売却する駆け込み売却が多数行われ、上記立法目的を阻害するおそれがあったため、これを防止する目的によるものであったと解されるところ、2004年分以降の所得税に係る本件損益通算廃止の方針を決定した与党の「平成16年度税制改正大綱」の内容が新聞で報道された直後から、資産運用コンサルタント、不動産会社、税理士事務所等によって2003年中の不動産の売却の勧奨が行われるなどしていたことをも考慮すると、上記のおそれは具体的なものであったというべきである。そうすると、長期間にわたる不動産価格の下落により既に我が国の経済に深刻な影響が生じていた状況の下において、本件改正附則が本件損益通算廃止に係る改正後措置法の規定を暦年当初から適用することとしたことは、具体的な公益上の要請に基づくものであったということができる。
そして、このような要請に基づく法改正により事後的に変更されるのは、納税者の納税義務それ自体ではなく、特定の譲渡に係る損失により暦年終了時に損益通算をして租税負担の軽減を図ることを納税者が期待し得る地位にとどまるものである。納税者にこの地位に基づく上記期待に沿った結果が実際に生ずるか否かは、当該譲渡後の暦年終了時までの所得等のいかんによるものであって、当該譲渡が暦年当初に近い時期のものであるほどその地位は不確定な性格を帯びるものといわざるを得ない。また、租税法規は、財政・経済・社会政策等の国政全般からの総合的な政策判断及び極めて専門技術的な判断を踏まえた立法府の裁量的判断に基づき定立されるものであり、納税者の上記地位もこのような政策的、技術的な判断を踏まえた裁量的判断に基づき設けられた性格を有するところ、本件損益通算廃止を内容とする改正法の法案が立案された当時には、長期譲渡所得の金額の計算において損失が生じた場合にのみ損益通算を認めることは不均衡であり、これを解消することが適正な租税負担の要請に応えることになるとされるなど、上記地位について政策的見地からの否定的評価がされるに至っていたものといえる。
以上のとおり、本件損益通算廃止に係る改正後措置法の規定の暦年当初からの適用が具体的な公益上の要請に基づくものである一方で、これによる変更の対象となるのは上記のような性格等を有する地位にとどまるところ、本件改正附則は、2004年4月1日に施行された改正法による本件損益通算廃止に係る改正後措置法の規定を同年1月1日から同年3月31日までの間に行われた長期譲渡について適用するというものであって、暦年の初日から改正法の施行日の前日までの期間をその適用対象に含めることにより暦年の全体を通じた公平が図られる面があり、また、その期間も暦年当初の3か月間に限られている。納税者においては、これによって損益通算による租税負担の軽減に係る期待に沿った結果を得ることができなくなるものの、それ以上に一旦成立した納税義務を加重されるなどの不利益を受けるものではない。
これらの諸事情を総合的に勘案すると、本件改正附則が、本件損益通算廃止に係る改正後措置法の規定を2004年1月1日以後にされた長期譲渡に適用するものとしたことは、上記のような納税者の租税法規上の地位に対する合理的な制約として容認されるべきものと解するのが相当である。したがって、本件改正附則が、憲法84条の趣旨に反するものということはできない。また、以上に述べたところは、法律の定めるところによる納税の義務を定めた憲法30条との関係についても等しくいえることであって、本件改正附則が、同条の趣旨に反するものということもできない。

## 意義
2008年1月29日に福岡地裁が同種の案件について、違憲判決を出したことから、本件改正が租税法規における不利益変更の遡及適用の可否として、大きくクローズアップされるようになった。しかし、同年10月21日に福岡高裁は合憲判決を出すとともに、東京地裁や千葉地裁でも合憲判断が相次いでいた。本件は、最高裁判所が租税法規における不利益変更の遡及適用の可否の判断基準を示したうえで、改正の経緯に即してその合理性について検討しており、今後の租税立法にあたり大きな影響力をもつものと考えられる。

## 参照
1. ↑  東京税理士会ニュースwww.tokyozeirishikai.or.jp/pdf/news/081127_zeihou.pdf (PDF)